# Nassarius pullus
Nassarius pullus, tên tiếng Anh: Black Nassa; Olive Dog Whelk; Ribbed Dog Whelk, là một loài ốc biển, là động vật thân mềm chân bụng sống ở biển thuộc họ Nassariidae.

## Miêu tả
Kích thước vỏ ốc khoảng 10 mm và 25 mm

## Phân bố
Loài này phân bố ở Ấn Độ Dương dọc theo Madagascar và Tanzania và ở Tây Thái Bình Dương dọc theo Philippines.